# Albert de Grass
Albert de Grass († 18 november 1689), heer van Moorsele en Crombrugghe, was burgemeester van Brugge.

## Levensloop
De Grass, zoon van Roeland de Grass, trouwde met Marie-Anne Pardo († 1691). Zijn portret, samen met zijn gezin, door Jacob I van Oost, wordt bewaard in het Groeningemuseum. Hij bekleedde verschillende ambten in het Brugse stadsbestuur:
- 1667-1670: burgemeester van de raadsleden,
- 1672-1675: schepen,
- 1679-1682: burgemeester van de raadsleden,
- 1683-1686: raadslid,
- 1687-1689: eerste schepen,
- 1693-1695: schepen,
- 1699-1706: schepen.

Hij was ook gouverneur van de Bogaerdenschool. 
Onder hun kinderen trouwde Ignatius Jan Xavier de Grass († 19 mei 1709), heer van Moorsele, met Agatha van Borsele van der Hooghe (†1733). In 1698 werd hij verkozen tot hoofdman van de Sint-Sebastiaansgilde, in opvolging van Juan Lopez († 1698) en bleef dit tot aan zijn dood.
Hun dochter Gertrudis († 1738) was de 27e abdis van de Hemelsdaleabdij.